# Models in ...
Models in … is de Engelse titel van een Nederlands televisieprogramma dat werd uitgezonden door RTL 5. Het eerste seizoen werd in 2017 uitgezonden onder de naam Models in Paris: Het echte leven, het vervolg werd in 2018 uitgezonden onder de naam Models in Cape Town. Elk seizoen werd er een nieuwe groep modellen gevolgd op een andere locatie, hierdoor veranderde de naam van het programma per seizoen.
In het programma werd een groep Nederlandse modellen een aantal weken gevolgd terwijl zij aan hun modellencarrière proberen te werken in het buitenland. De modellen gaan onder andere naar castingdagen van de grootste ontwerpers en proberen verschillende fotosessies in de wacht te slepen.

## Seizoenen

### Seizoen 1:Models in Paris: Het echte leven(2017)
Het eerste seizoen verscheen onder de naam Models in Paris: Het echte leven en werd uitgezonden van 4 september 2017 tot 23 oktober 2017. Dit seizoen speelde zich af in Frankrijk, de modellen woonden tijdelijk met elkaar samen in een appartement in Parijs. De groep bestond uit zes vrouwelijke modellen die allemaal aan het begin van hun carrière stonden. Een van de modellen was de youtuber Famke Louise.

### Seizoen 2:Models in Cape Town(2018)
Het tweede seizoen verscheen onder de naam Models in Cape Town en wordt uitgezonden van 26 februari 2018 tot 16 april 2018. Dit seizoen speelde zich af in Zuid-Afrika, de modellen woonden dit keer tijdelijk met elkaar samen in een villa in Kaapstad. De groep bestond uit zes modellen, drie vrouwen en drie mannen. Een van de modellen is Montell van Leijen, de winnaar van Holland’s Next Top Model 2017.

## Spin-off
- Tijdens elk seizoen was er een spin-off te zien op het YouTube-kanaal van RTL genaamd Concentrate Velvet. Hierop verschenen er wekelijks verschillende afleveringen met exclusief beeldmateriaal dat niet op de televisie is gekomen. Daarnaast kwamen de modellen verschillende keren in de afleveringen langs om met de presentatrice over het programma te praten.